# Maurice Wilkins
Maurice Hugh Frederick Wilkins (Pongaroa, 1916. december 15. – London, 2004. október 5.) új-zélandi születésű brit fizikus, biofizikus. A második világháborúban részt vett a Manhattan projektben, majd James Watsonnal és Francis Crickkel közösen felfedezte a DNS szerkezetét. Utóbbi kutatásáért 1962-ben orvostudományi Nobel-díjban részesült.

## Tanulmányai
Maurice Wilkins 1916. december 15-én született Új-Zéland Északi-szigetének egy kis falvában, Pongaroában. Szülei Írországból származtak; apja, Edgar Wilkins iskolaorvos volt. Maurice még csecsemő volt, mikor a család Wellingtonba költözött, majd  hatéves korában Angliába, Birminghambe utaztak. Itt végezte el a King Edward School-t, majd a Cambridge-i Egyetem St. John’s College-ében tanult tovább. 1938-ban BSc diplomát szerzett fizikából, majd visszatért Birminghambe, ahol az ottani egyetemen John Randall felügyeletével a radar kifejlesztésében vett részt és 1940-ben megszerezte a PhD-ját. Disszertációjának témája a foszforeszcencia és az elektroncsapdák voltak.

## A Manhattan terv
Wilkins munkájának eredményeképpen sikerült a radarkészülékekben használt katódsugárcsövek hatékonyságát megnövelni; az általa kidolgozott technológiát a mai radarokban is alkalmazzák. Ezután Mark Oliphant csoportjában az uránizotópok szétválasztásának problémáján dolgozott, de a Manhattan terv beindulásával a birminghami csoportot 1943-ban a kaliforniai Berkeleybe költöztették. Itt Robert Oppenheimer vezetésével dolgozott az atombomba kifejlesztésén, de miután a program sikeresen lezárult és bombát dobtak Hirosimára és Nagaszakira, Wilkins szembesült a tudományos kutatás árnyoldalaival és felszólalt az atomfegyverek alkalmazása ellen. Ez az álláspont nem volt népszerű közvetlenül a háború után. A II. világháború előtt, Lengyelország szovjet megszállásáig a kommunista párt tagja volt, ezért titkosszolgálati nyomozás is folyt ellene nem szivárogtatta-e ki az atomtitkot (2010-ben hozták nyilvánosságra az aktáját).  Wilkins később állhatatosan tiltakozott a nukleáris fegyverkezés ellen és egy ideig ő volt az elnöke a Brit Társaság a Társadalmi Felelősségért a Tudományban szervezetnek.

## A DNS szerkezetének felfedezése

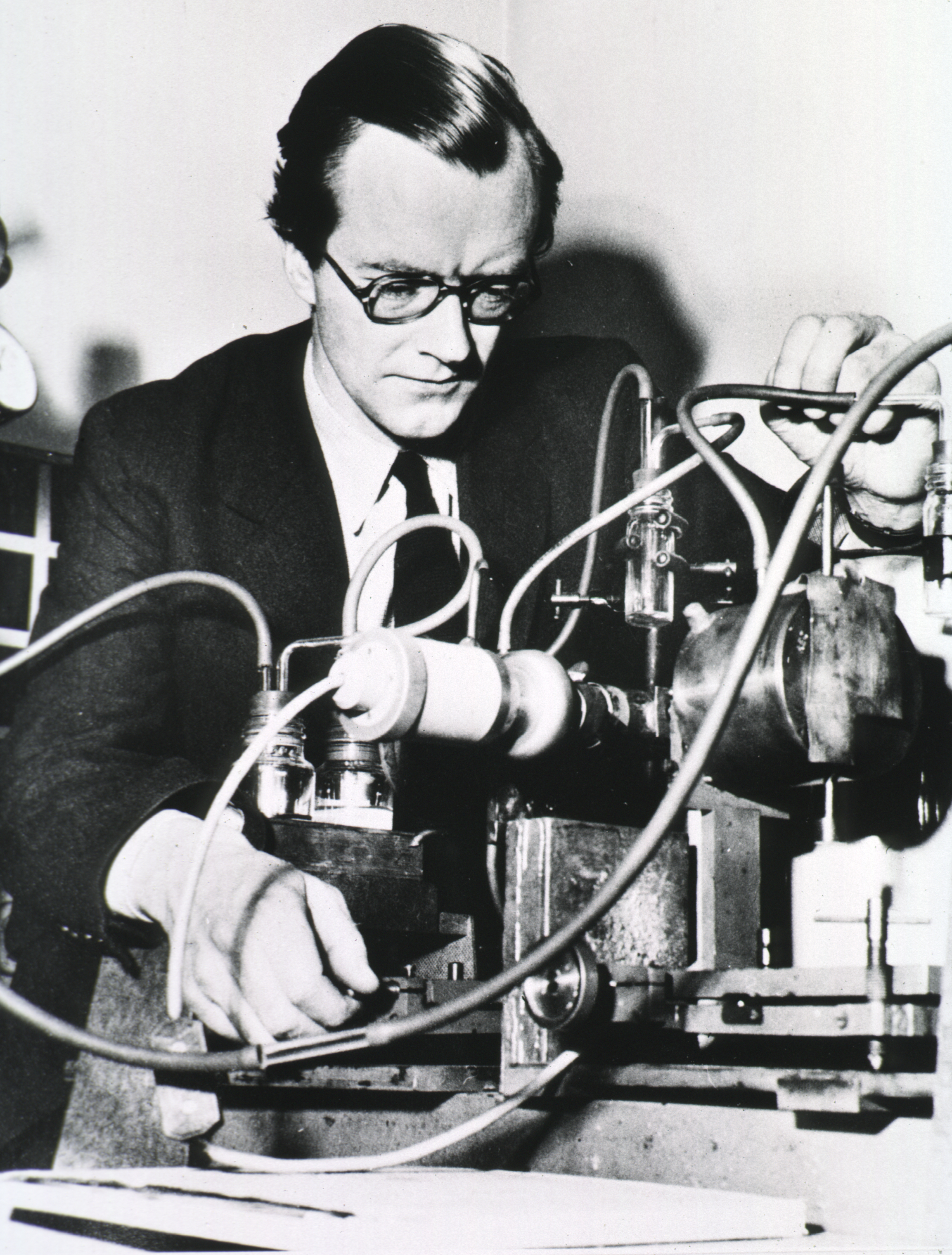
Wilkins a laboratóriumban

A háború után fizikát oktatott a skóciai St. Andrew's University-n és korábbi tanára, John Randall biztatására békésebb témával, biofizikával kezdett foglalkozni. Randall, aki a londoni King’s College professzora volt, befolyását latba vetve elérte, hogy Wilkinst 1946-ban kinevezzék egyeteme biofizikai kutatócsoportjának vezetőjévé. Wilkins kezdetben az ultrahang genetikai hatását, a sejtek nukleinsavainak ultraibolya detektálást és a dohánymozaik-vírusok polarizált fényben való tulajdonságait kutatta, majd áttért a spermiumok fejében található kondenzált DNS röntgendiffrakciós vizsgálatára. 1950-ben Wilkins és Raymond Gosling elkészítette a tisztított DNS-szálak első diffrakciós képét. Gosling munkáját a következő évtől Rosalind Franklin folytatta.
A diffrakciós kép egyértelművé tette, hogy a DNS-nek helikális szerkezete van. Miután Rosalind Franklinnak sikerült éles képet készítenie, felvetette, hogy a spirális szerkezet valójában kétszálú. A röntgendiffrakciós képek alapján a Cambridge-ben dolgozó James D. Watson és Francis Crick összeállított egy olyan molekulamodellt, amely minden kísérleti eredménynek megfelelt és magyarázni tudták vele a DNS sajátosságait.
A felfedezés hatalmas feltűnést keltett előbb tudományos körökben, majd a közvéleményben is és megalapozta a később hatalmas sikereket arató molekuláris biológia tudományát. 1962-ben Wilkins, Watson és Crick orvostudományi Nobel-díjat kapott. Wilkins díjazását később többen vitatták, rámutatva, hogy a tényleges hozzájárulás Rosalind Frankliné volt. Wilkins és Franklin között egyébként is feszült volt a viszony, az új-zélandi kutató nem igazán tudott mit kezdeni azzal, hogy egy nővel – ráadásul határozott, céltudatos nővel – kell együtt dolgoznia és sokszor asszisztensként kezelte. Franklin azonban még a Nobel-díj odaítélése előtt, 1958-ban rákban meghalt, feltehetően a röntgensugárzással való munka következményeként.
1955-ben Wilkinst kinevezték a Medical Research Council Unit aligazgatójává, később igazgatójává. Székét egészen 1981-es visszavonulásáig betöltötte. Ezenkívül a King's College-ben adott elő biofizikát, ahol 1961-ben megalapították a biofizikai tanszéket.

## Díjai
Maurice Wilkins a Nobel-díjon felül 1960-ban megkapta az Albert Lasker-díjat és 1962-ben kitüntették A Brit Birodalom Rendjével. 1959-ben a Royal Society tagjai közé fogadta.

## Családja
Wilkins 1959-ben vette feleségül Patricia Ann Chidgeyt. Két gyermekük született: Sarah és George. Szabad idejében kertészkedett és szobrokat gyűjtött. 2003-ban megjelentette önéletrajzát "A kettős spirál harmadik embere" (The Third Man of the Double Helix) címmel.
Maurice Wilkins 2004. október 5-én halt meg Londonban, 87 éves korában.